# 労働時間

経済協力開発機構（OECD）の報告による各国年間平均労働時間の推移(1970年以降)

労働時間（ろうどうじかん）とは、使用者または監督者の下で労働に服しなければならない時間のことを指す。労働者が使用者の下で労働に服するにあたり、労働者は使用者の指揮命令下におかれ、その間の時間を労働のために費やすこととなる。つまり、労働者はこの時間において使用者によって拘束され、労働者の行動は大きく制限される。
カール・マルクスの『資本論』においては、資本家に対して労働者が己の労働力そして時間を売り、その対価として資本家から賃金を得るものとされている。
国際労働機関（ILO）1号条約では、家内労働者を除いた工業におけるすべての労働者の労働時間は1日8時間、1週48時間を超えてはならないとされている。さらに第30号条約などにより商業および他の業種も同じ程度の労働時間が決められている。

## 八時間労働制
国際労働機関（ILO）1号条約は、その正式名称を工業的企業に於ける労働時間を1日8時間かつ1週48時間に制限する条約としており、以下の企業における労働時間を規制している（第1条）。
- 山業、石切業其の他土地より鉱物を採取する事業
- 物品の製造、改造、浄洗、修理、装飾、仕上、販売の為にする仕立、破壊若は解体、材料の変造を為す工業（造船並電気又は各種動力の発生、変更及伝導を含む）
- 建物、鉄道、軌道、港、船渠、棧橋、運河、内地水路、道路、隧道、橋梁、陸橋、下水道、排水道、井、電信電話装置、電気工作物、瓦斯工作物、水道其の他の工作物の建設、改造、保存、修理、変更又は解体及上記の工作物又は建設物の準備又は基礎工事
- 道路、鉄軌道、海又は内地水路に依る旅客又は貨物の運送（船渠、岸壁、波止場又は倉庫に於ける貨物の取扱を含むも人力に依る運送を含まず。）

なお以下の例外条項が存在する（第2条）
- 管理監督者、機密の事務を処理する者は除外される
- 政令または団体協約が存在する場合、週において労働時間が1日あたり8時間未満であった場合には、その分を同じ週の他の日において振替可能。
- シフト勤務の場合、3週以下の期間において、その間の労働時間の平均が1日8時間または1週48時間を超えない範囲において。

なお商業および事務所においては、国際労働機関30号条約が同様に1週48時間かつ1日8時間以内と規定している。

## 各国の労働時間

OECD各国における一日の時間配分（15-64歳人口）。
赤は有償労働、橙は無償労働、青はパーソナルケア、緑はレジャー。

世界の労働時間は1980年以降、減少傾向にある国と横ばいで推移する国とに二分される。OECDの報告において、2019年でOECD加盟諸国のうちで労働者の就労時間が最も長いのは、年間2,137時間を計上したメキシコであった。次点が
1,967時間で2011年までトップだった大韓民国、更に、ギリシャ、チリ、イスラエル、ポーランド、チェコと続く。日本は1990年ごろまでは2000時間を超えトップグループに位置し、勤勉だと思われていたが、近年はアメリカよりも労働時間が短い。但し、労働力調査による日本の年間労働時間は、2019年で年間1,981時間であり、その場合は、メキシコに次いで2番目に高い国となる 。
独立行政法人労働政策研究・研修機構発行「データブック国際労働比較2019」によれば、主要諸外国についても、概ね減少傾向なっており、2018年には、韓国は2,005時間、アメリカが1,786時間、イタリア1,723時間、日本1,680時間(労働力調査では1,997時間)、イギリス1,538時間、フランス1,520時間、スウェーデン1,474時間、ドイツ1,363時間などとなっている。

OECD各国の週平均労働時間（男性）
OECD各国の週平均労働時間（女性）

### EU労働時間指令
欧州連合の労働時間指令（Working Time Directive 2003, 2003/88/EC）では、労働時間、休息期間について以下と規制している。
- Article 3 – 24時間のうち、連続した11時間を休息期間として確保すること（勤務間インターバル）。
- Article 4 - 6時間を超える労働では、途中休憩時間を確保すること。
- Article 5 - 7日間ごとに最低24時間の中断されない休憩期間（週休）を設けること。
- Article 6 - (b).平均労働時間は各7日間につき、時間外労働を含め48時間を超えてはならない。

### イギリス
英国においては、週あたりの平均労働時間は最大48時間に規制される（17週間で平均される）。労働者が自発的に書面で申し出た場合、この規制をオプトアウトすることが可能であり、これは雇用契約後でもいつでも取り消すことが可能。契約時間数を超える労働（残業）についての割増賃金は不要である。

## 日本

労働条件通知書

- 本項で労働基準法について以下では条数のみを挙げる。日本の公務員については勤務時間を参照。

日本では、日本国憲法第27条2項の規定を受け、労働基準法（昭和22年4月7日法律49号）等により、割増賃金の不要な法定労働時間の上限やその計算方法が定められている。
労働基準法に定められた労働時間を法定労働時間、就業規則などに定められた労働時間から休憩時間を除いた時間を所定労働時間という。法定労働時間または所定労働時間のいずれか長い時間を越えた時間外労働の時間を法定外労働時間、所定労働時間を越え法定労働時間未満を所定外労働時間ということがある。また、就業時間は、労働時間、特に所定労働時間の意味でもちいられる。なお、労働時間を1日あたりに割り振った場合の1日単位を労働日という。
始業及び終業の時刻、休憩時間に関する事項は、就業規則の絶対的必要記載事項となっているため、使用者は就業規則にこれらに関する事項を必ず記載しなければならない（第89条）。また、労働条件の絶対的明示事項ともされていて（第15条件）、使用者は労働契約締結に際し書面でこれらに関する事項を明示しなければならない。
一方で、日本はILOの労働時間に関する条約（1号、30号、153号など）を1つも批准していない。日本の法制は、基本的原則はILO条約に倣ったものとなっているが、法定労働時間は例外が規定されており、三六協定などを用いれば労働時間に事実上、上限は無いことが問題とされてきた。深夜12時を過ぎる残業や翌朝までの残業が行われているケースもあり、著しい長時間労働は労働者の健康を害し、うつ病などの精神疾患や過労死、自殺の原因となっている。こうしたことから、 事業主は、労働時間等の設定の改善を図るため、必要な措置を講ずるよう努めなければならない とする「労働時間等の設定の改善に関する特別措置法」（時限立法であった「労働時間の短縮の促進に関する臨時措置法」を改正し、恒久化して成立）が平成18年4月1日から施行されている。同法により、事業主は、労働時間等の設定に当たっては、その雇用する労働者のうち、その心身の状況及びその労働時間等に関する実情に照らして、健康の保持に努める必要があると認められる労働者に対して、休暇の付与その他の必要な措置を講ずるように努めるほか、その雇用する労働者のうち、その子の養育又は家族の介護を行う労働者、単身赴任者、自ら職業に関する教育訓練を受ける労働者その他の特に配慮を必要とする労働者について、その事情を考慮してこれを行う等その改善に努めなければならないとされる（同法第2条）。平成31年4月には時間外労働の上限を定め違反者には罰則をもって臨む改正法が施行された。

### 労働時間の記録

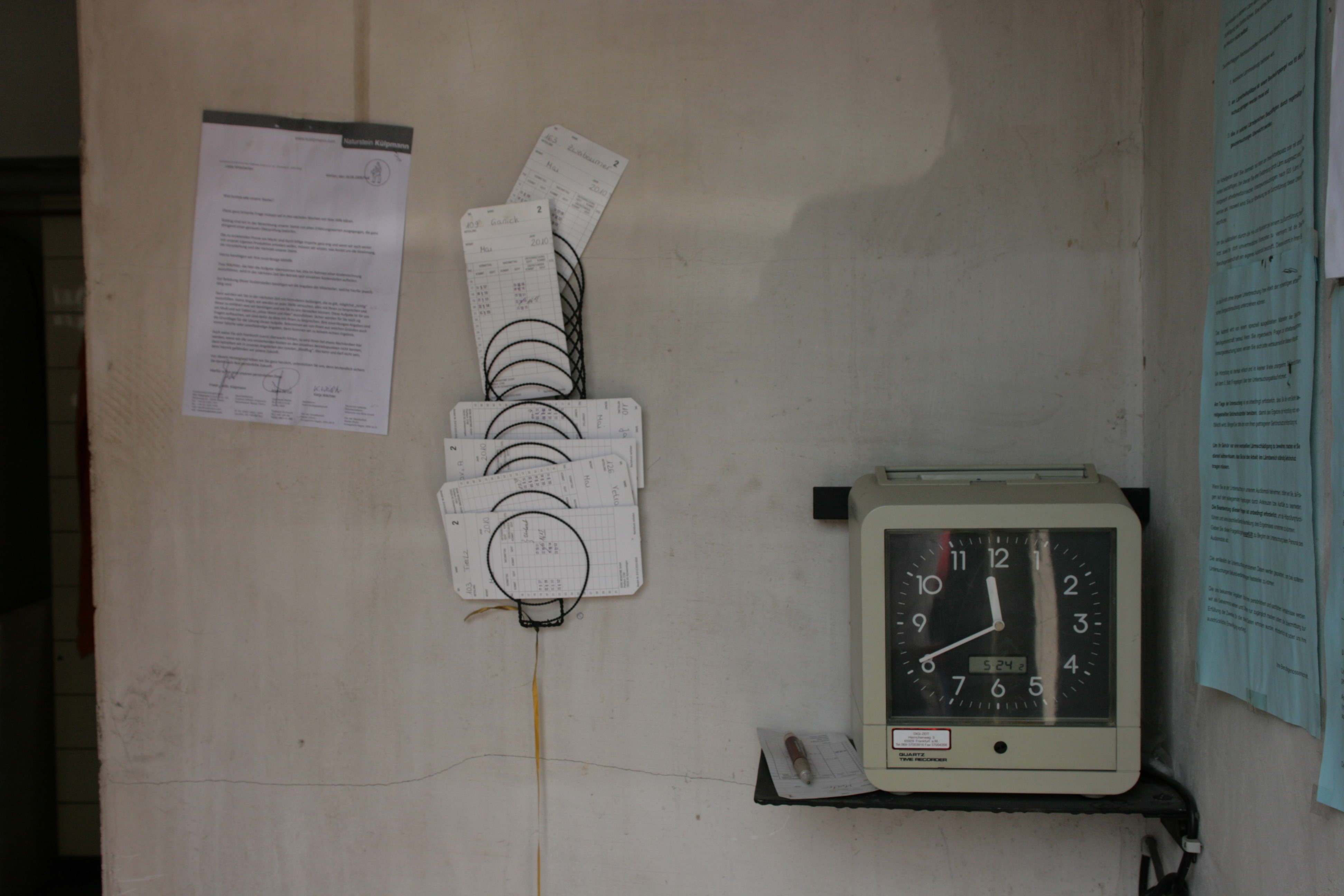
タイムレコーダー

労働基準法においては、労働時間、休日、深夜業等について規定を設けていることから、使用者は、労働時間を適正に把握するなど労働時間を適切に管理する責務を有している。使用者が行う始業・終業時刻の確認及び記録の原則的な方法としては、使用者が自ら現認することにより確認し、適正に記録すること又はタイムカード、ICカード、パソコンの使用時間の記録等の客観的な記録を基礎として確認し記録することを求めている（平成29年1月20日労働時間の適正な把握のために使用者が講ずべき措置に関するガイドライン）。これらの方法によることなく、自己申告制により行わざるを得ない場合、使用者は、次の措置を講ずることとされる（平成29年1月20日労働時間の適正な把握のために使用者が講ずべき措置に関するガイドライン）。
- 自己申告制の対象となる労働者に対して、ガイドラインを踏まえ、労働時間の実態を正しく記録し、適正に自己申告を行うことなどについて十分な説明を行うこと。
- 実際に労働時間を管理する者に対して、自己申告制の適正な運用を含め、ガイドラインに従い講ずべき措置について十分な説明を行うこと。
- 自己申告により把握した労働時間が実際の労働時間と合致しているか否かについて、必要に応じて実態調査を実施し、所要の労働時間の補正をすること。特に、入退場記録やパソコンの使用時間の記録など、事業場内にいた時間の分かるデータを有している場合に、労働者からの自己申告により把握した労働時間と当該データで分かった事業場内にいた時間との間に著しい乖離が生じているときには、実態調査を実施し、所要の労働時間の補正をすること。
- 自己申告した労働時間を超えて事業場内にいる時間について、その理由等を労働者に報告させる場合には、当該報告が適正に行われているかについて確認すること。その際、休憩や自主的な研修、教育訓練、学習等であるため労働時間ではないと報告されていても、実際には、使用者の指示により業務に従事しているなど使用者の指揮命令下に置かれていたと認められる時間については、労働時間として扱わなければならないこと。
- 自己申告制は、労働者による適正な申告を前提として成り立つものである。このため、使用者は、労働者が自己申告できる時間外労働の時間数に上限を設け、上限を超える申告を認めない等、労働者による労働時間の適正な申告を阻害する措置を講じてはならないこと。また、時間外労働時間の削減のための社内通達や時間外労働手当の定額払等労働時間に係る事業場の措置が、労働者の労働時間の適正な申告を阻害する要因となっていないかについて確認するとともに、当該要因となっている場合においては、改善のための措置を講ずること。さらに、労働基準法の定める法定労働時間や三六協定により延長することができる時間数を遵守することは当然であるが、実際には延長することができる時間数を超えて労働しているにもかかわらず、記録上これを守っているようにすることが、実際に労働時間を管理する者や労働者等において、慣習的に行われていないかについても確認すること

労働時間の記録に関する書類（労働者名簿、賃金台帳のみならず、出勤簿やタイムカード等を含む）は、第109条でいう「その他労働関係に関する重要な書類」に該当し、使用者は3年間の保存義務がある（平成29年1月20日労働時間の適正な把握のために使用者が講ずべき措置に関するガイドライン）。

### 法定労働時間
昭和22年の労働基準法施行時は当時の国際条約の基準に倣って1週間につき48時間としていたが、昭和63年の法改正で週40時間の原則を打ち立て、移行措置を設けながら平成9年に特例を除き完全実施となった。一方、各種の変形労働時間制をあわせて導入し、柔軟な労働時間の枠組みを定めることで変則的な業務形態に対応させ、もって所定労働時間の短縮を促した。労働時間の規制は1週間単位での規制を基本として1週間の労働時間を短縮し、1日の労働時間は1週間の労働時間を各日に割り振る場合の上限として考えるものである。1週間の法定労働時間と1日の法定労働時間とを項を分けて規定することとしたが、いずれも法定労働時間であることに変わりはなく、使用者は、労働者に、法定除外事由なく、1週間の法定労働時間及び1日の法定労働時間を超えて労働させてはならないものである（昭和63年1月1日基発1号）。
「1週間」は、就業規則等に特段の定めがない限り、日曜日から土曜日までのいわゆる暦週をいう。「1日」は、午前0時から午後12時までのいわゆる暦日をいう。ただし継続勤務が2暦日にわたる場合は、たとえ暦日を異にする場合であっても1勤務として扱い、始業時刻の属する日の労働としての「1日」となる（昭和63年1月1日基発1号）。

### 休憩時間
休憩時間とは単に作業に従事しない手持時間を含まず労働者の権利として労働から離れることを保障されている時間の意であって、その他の拘束時間は労働時間として取り扱う（昭和22年9月13日発基第17号）。労働時間中に与えられる休憩時間については、第34条において、以下の3原則が示されている。なお、第40条の規定を受けた規則第31~33条において休憩に関する特例が設けられている。
1. 途中付与の原則（1項）
休憩時間は、労働時間の途中に与えなければならず、勤務時間の始めまたは終わりに与えることは第34条違反となる。この原則には法令上の例外は一切認められていない。実際に始業後あるいは就業前のどの時点で付与するかは就業規則・労働契約の定めに委ねられるが、その定めの適法性は、休憩時間保障の趣旨に即して判断される[8]。
2. 一斉付与の原則（2項）
休憩時間は一斉に与えなければならない。ただし当該事業所に労使協定がある場合はこの限りではない。この労使協定には「一斉に休憩を与えない労働者の範囲」及び「当該労働者に対する休憩の与え方」について協定しなければならない（規則第15条）。派遣労働者がいる場合、派遣先の使用者は派遣労働者も含めて一斉に与えなければならない。派遣労働者を一斉付与の対象としないこととする場合には、派遣先の事業場で労使協定を締結する必要がある（昭和61年6月6日基発333号）。
以下のものについては、労使協定を締結しなくても、休憩を一斉に付与しなくてよい。
  - 坑内労働の場合（第38条2項により、休憩時間も含めて労働時間と算定される）
  - 運輸交通業、商業、金融広告業、映画演劇業、通信業、保健衛生業、接客娯楽業又は官公署の事業の場合（規則第31条）

法制定当初は一斉休憩の例外適用には行政官庁（所轄労働基準監督署長）の許可が必要とされていたが、平成11年4月の改正法施行により許可制は廃止され、労使の自主的な話合いの上、職場の実情に応じた労使協定の締結により例外適用が可能となった（平成11年1月29日基発45号）。
3. 自由利用の原則（3項）
使用者は、休憩時間を自由に利用させなければならない。もっとも、事業場の規律保持上必要な制限を加えることは、休憩の目的を害しない限り差し支えない（昭和22年9月13日発基第17号、最判昭和52年12月13日）。休憩時間中の外出を許可制とすることは、事業場内において自由に休息しうる場合であれば差支えない（昭和23年10月30日基発1575号）とされるが、学説の多くはこの解釈に批判的である（就業再開時刻への遅刻に対する懸念に対しては別途制裁措置を講じることで対応すればよい）[8]。
以下のものについては、休憩を自由利用させなくても差支えない。
  - 坑内労働をしている者（第38条2項により、休憩時間も含めて労働時間と算定される）
  - 警察官、消防吏員、常勤の消防団員、准救急団員、児童自立支援施設に勤務する職員で児童と起居を共にする者、居宅訪問型保育事業に使用される労働者のうち家庭的保育者として保育を行う者（同一の居宅において、一の児童に対して複数の家庭的保育者が同時に保育を行う場合を除く）（規則第33条1項1号、3号）
  - 乳児院・児童養護施設・障害児入所施設に勤務する職員で児童と起居を共にする者（規則第33条1項2号）
    - 規則第33条1項2号に該当する者については、使用者はその員数、収容する児童数及び勤務の態様について、様式第13号の5によって、あらかじめ所轄労働基準監督署長の許可を受けなければならない(規則第33条2項）。もっとも近年労働基準監督署長はこの許可をしていない[注 3]。
    - 「児童と起居を共にする者」とは、交代制あるいは通勤の者を含まない趣旨であって、保育士、看護師等で四六時中児童と生活を共にする者をいう（昭和27年9月20日基発675号）。

中抜けや仮眠時間などの労働時間と休息時間が空いてる場合も十分な休憩を取っているとは、いえず待機状態であることから労働時間に算入されるのが判例である。また休憩を与えなくてもいいという法律は、存在せず与えた方が労働生産性は、効率的であり、離職の防止、従業員の健康増進につながるとされている
労働時間が6時間以下の者については休憩を与えなくてもよい、労働時間が6時間1分以上8時間以下の者については45分の休憩を与えれば違法ではない。また時間外労働が何時間であっても、1時間の休憩を与えれば違法ではない（昭和26年10月23日基収5058号）。一昼夜交代制（二日間の所定労働時間を継続して勤務する場合）であっても、法律上は1時間の休憩を与えればよい（昭和23年5月10日基収1582号）。休憩時間の上限は規定されていないが、休憩時間は事実上使用者の拘束下に置かれることから、特殊な勤務体制にある労働者には拘束時間に関する規制が必要となる。一例として現在、自動車運転者の労働時間等の改善のための基準（平成元年2月9日労働省告示7号）が示され、拘束時間の長さが規制されている。
以下の者については、休憩を付与しなくてもよい。
- 第41条該当者
- 列車、自動車等の運転手・車掌等の乗務員（列車内販売員はこれに含まれない）のうち、6時間を超える長距離区間に連続して乗務するもの又は業務の性質上休憩時間を与えることができず、かつ停車時間や待合時間等の合計が法定の休憩時間に相当するもの（規則第32条）
- 屋内勤務者30人未満の日本郵便の営業所（郵便窓口業務を行うものに限る）において郵便の業務に従事するもの（規則第32条）

リクルートワークス研究所(東京)の坂本貴志研究員が5年ごとの国の「社会生活基本調査」の詳細を分析。2016年に正午~午後1時に仕事をした人の比率は35.4%で2011年(32.2%)より3.2ポイント増加していた。「残業が減るなかで仕事をこなすため、休憩すべき時間帯に働かざるを得ない人が増えたのでは」。

### 労働時間の計算・範囲
第38条2項の規定の詳細については、坑内労働#労働時間を参照。

#### 労働時間の通算
「事業場を異にする場合」には、事業主を異にする場合も含む（昭和23年5月14日基発769号）。たとえば事業主Aのもとで8時間労働し、その後に事業主Bに雇われて労働に従事する場合、Bは三六協定等、時間外労働に係る所定の手続きが必要である（昭和23年10月14日基収2117号）。派遣労働者が一定期間内に相前後して複数の事業場に派遣された場合、労働時間の規定の適用については、それぞれの派遣先の事業場において労働した時間を通算する（昭和61年6月6日基発333号）。
労働者が、事業主を異にする複数の事業場において、「労働基準法に定められた労働時間規制が適用される労働者」に該当する場合に、第38条1項の規定により、それらの複数の事業場における労働時間が通算されること。なお、次のいずれかに該当する場合は、その時間は通算されないこと（令和2年9月1日基発0901第3号）。
- 法が適用されない場合（例:フリーランス、独立、起業、共同経営、アドバイザー、コンサルタント、顧問、理事、監事等）
- 法は適用されるが労働時間規制が適用されない場合（第41条及び第41条の2）（例:農業・畜産業・養蚕業・水産業、管理監督者・機密事務取扱者、監視・断続的労働者、高度プロフェッショナル制度）

労働時間が通算して適用される規定として、法定労働時間について、その適用において自らの事業場における労働時間及び他の使用者の事業場における労働時間が通算されること。時間外労働のうち、時間外労働と休日労働の合計で単月100時間未満、複数月平均80時間以内の要件（第36条6項2号及び3号）については、労働者個人の実労働時間に着目し、当該個人を使用する使用者を規制するものであり、その適用において自らの事業場における労働時間及び他の使用者の事業場における労働時間が通算されること。時間外労働の上限規制（第36条3項~5項及び6項（第2号及び第3号に係る部分に限る。））が適用除外（第36条11項）又は適用猶予（第139条2項、第140条2項、第141条4項又は第142条）される業務・事業についても、法定労働時間についてはその適用において自らの事業場における労働時間及び他の使用者の事業場における労働時間が通算されること（令和2年9月1日基発0901第3号）。
通算されない規定として、時間外労働のうち、三六協定により延長できる時間の限度時間（第36条4項）、三六協定に特別条項を設ける場合の1年についての延長時間の上限（第36条5項）については、個々の事業場における三六協定の内容を規制するものであり、それぞれの事業場における延長時間を定めることとなること。また、三六協定において定める延長時間が事業場ごとの時間で定められていることから、それぞれの事業場における時間外労働が36協定に定めた延長時間の範囲内であるか否かについては、自らの事業場における労働時間と他の使用者の事業場における労働時間とは通算されないこと。休憩、休日、年次有給休暇については、労働時間に関する規定ではなく、その適用において自らの事業場における労働時間及び他の使用者の事業場における労働時間は通算されないこと（令和2年9月1日基発0901第3号）。
使用者は、労働者からの申告等により、副業・兼業の有無・内容を確認すること。その方法としては、就業規則、労働契約等に副業・兼業に関する届出制を定め、既に雇い入れている労働者が新たに副業・兼業を開始する場合の届出や、新たに労働者を雇い入れる際の労働者からの副業・兼業についての届出に基づくこと等が考えられること。使用者は、副業・兼業に伴う労務管理を適切に行うため、届出制など副業・兼業の有無・内容を確認するための仕組みを設けておくことが望ましいこと（令和2年9月1日基発0901第3号）。
副業・兼業を行う労働者を使用する全ての使用者（上記、労働時間が通算されない場合として掲げられている業務等に係るものを除く。）は、第38条1項の規定により、それぞれ、自らの事業場における労働時間と他の使用者の事業場における労働時間とを通算して管理する必要があること。労働時間の通算は、自らの事業場における労働時間と労働者からの申告等により把握した他の使用者の事業場における労働時間とを通算することによって行うこと。労働者からの申告等がなかった場合には労働時間の通算は要せず、また、労働者からの申告等により把握した他の使用者の事業場における労働時間が事実と異なっていた場合でも労働者からの申告等により把握した労働時間によって通算していれば足りること。労働時間の通算は、自らの事業場における労働時間制度を基に、労働者からの申告等により把握した他の使用者の事業場における労働時間と通算することによって行うこと。週の労働時間の起算日又は月の労働時間の起算日が、自らの事業場と他の使用者の事業場とで異なる場合についても、自らの事業場の労働時間制度における起算日を基に、そこから起算した各期間における労働時間を通算すること。自らの事業場における労働時間と他の使用者の事業場における労働時間とを通算して、自らの事業場の労働時間制度における法定労働時間を超える部分が、時間外労働となること（令和2年9月1日基発0901第3号）。

#### 不活動時間など
第32条の労働時間とは、労働者が使用者の明示または黙示の指示によって、労働者が使用者の指揮命令下に置かれている時間をいう（最一小判平成12年3月9日、最一小判昭和56年10月18日）。労働時間に該当するかどうかは、労働者の行為が使用者の指揮命令下におかれたと評価することができるかどうかによって客観的に定まるものであり、労働契約、就業規則、労働協約等の定めのいかんにより決定されるものではない。労働者が使用者によって直接的に強制されている、つまり使用者の指揮監督下にある行動に要する時間は基本的に全て労働時間に該当する。
就業前の準備や清掃のほか朝礼に要する時間、就業後の終礼や後片付けの時間、指定された制服や作業服への着替え（あるいは終業後の通勤着への着替え）のほか装備品の着脱に要する時間、更衣室等から作業所までの往復の移動時間も、使用者の指揮命令下に労働者が置かれている限り労働時間に含まれる。就業規則に、始業時刻と同時に業務を開始すべき旨の定めがある場合には、業務（更衣等を含む）の開始時点が労働時間の起算点となり、会社への入門から始業時刻までの時間は、労働時間には該当しない（東京高判昭和59年10月31日）。
朝礼や終礼への参加が労働者の任意であったり、ボランティアで清掃を行うような場合は、直接の強制を伴っておらず使用者の指揮命令下に置かれていないと解されるので、労働時間には含まれない。ただし、たとえそれらの行動が労働者の任意としていても、不参加の労働者に対し使用者が不利な取り扱いをする場合は事実上直接強制しているのであり使用者の指揮命令下に置かれていると解されるため、労働時間に含まれることになる（昭和23年7月13日基発第1018号・第1019号）。
休憩時間は労働時間に含まれない。ただし、事実上の休憩時間であっても労働者が使用者の一定の指揮命令下に置かれている場合は休憩時間とは見なされず労働時間に含まれる。休憩時間中に来客対応や電話対応をさせる場合（昭和23年4月7日基収1196号、昭和63年3月14日基発150号）、使用者または監督者のもとで労働はしていないがいつでも労働できる待機状態である時間（手待ち時間　例：タクシーの客待ち時間。昭和22年9月13日発基17号）は、出勤を命ぜられ、一定の場所に拘束されている以上、そのような時間も労働時間に含まれる。
労働安全衛生法による特殊健康診断の実施に要する時間、安全衛生教育の実施に要する時間、安全委員会・衛生委員会の実施に要する時間は、労働時間として扱われる（昭和47年9月18日、旧労働省労働基準局長名通達602号）。一方、同法による一般健康診断の時間や、その後の面接指導については当然には労働時間とはならず、労働時間として扱うか否かは労使の協議に委ねられる。
宿直勤務などの仮眠時間も、その時間内に何かあれば対応しなければならない義務がある場合などは「指揮命令下に置かれている」とされ、労働時間とされる（大星ビル管理事件、最判平成14年2月28日）。ただし、労働基準監督署から「監視・断続的労働に従事する者に対する適用除外」の許可を受けた事業所では、通常の労働時間法規が適用されなくなり、仮眠時間は法規上の労働時間とはならない（後述）。
実作業に従事していない時間（以下「不活動時間」という。）が労基法上の労働時間に該当するか否かは、労働者が不活動時間において使用者の指揮命令下に置かれていたものと評価することができるか否かによって客観的に定まる。不活動時間であっても労働からの解放が保障されている場合は労働時間には該当しないが、労働からの解放が保障されていない場合には労基法上の労働時間に当たる。労働者が実作業に従事していないというだけでは、使用者の指揮命令下から離脱しているとはいえないのである。そして、当該時間において労働契約上の役務の提供が義務付けられていると評価される場合には、労働からの解放が保障されているとはいえず、労働者は使用者の指揮命令下にあるというべきであり、この場合は労働時間に該当する。参加することが業務上義務づけられている研修・教育訓練の受講や、使用者の指示により業務上必要な学習等を行っていた時間は、労働時間として扱われる（平成29年1月20日労働時間の適正な把握のために使用者が講ずべき措置に関するガイドライン）。

### 労働時間の特例・適用除外
常時10人未満の労働者を使用する事業場であって次の業種については、平成13年（2001年）3月31日までは1週間の労働時間が46時間、平成13年4月1日からは1週44時間の特例として認められている（特例事業、規則第25条の2）。これら特例であっても変形労働時間制は1箇月単位または、フレックスタイム制（清算期間が1ヶ月以内のものに限る）に限り認められる（昭和63年1月1日基発1号）。1年単位、1週間単位の変形労働時間制および清算期間が1ヶ月を超えるフレックスタイム制においては、特例事業であっても週40時間となる。
- 商業（別表第一第8号）
  - 卸売、小売、理美容、倉庫、駐車場・不動産管理、出版業（ただし印刷部門を除く）等
- 映画演劇業（別表第一第10号）
  - 映画撮影、演劇、その他興業等（ただし映画作成、ビデオ製作を除く）
- 保健衛生業（別表第一第13号）
  - 病院、診療所、歯科医院、保育所、老人ホーム、浴場（ただし個室浴場を除く）等
- 接客娯楽業（別表第一第14号）
  - 旅館、飲食店、ゴルフ場、公園遊園地等

満18歳未満の年少者については、特例事業であっても週40時間となり、変形労働時間制も適用しない（第60条、61条）。代わりに、満15歳以上（満15歳に達した日以後の最初の3月31日までの間を除く）の者については、週40時間を超えない範囲内において、1週間のうち1日の労働時間を4時間以内に短縮する場合において、他の日の労働時間を10時間まで延長することは認められる（第60条3項）。
第41条該当者については、法定労働時間を超えて労働させることができ、時間外労働・休日労働に対する割増賃金の支払義務も発生しない。また、法定の休憩や休日を与えなくても違法とならない。一方、深夜業、年次有給休暇、産前産後休業、育児時間、生理休暇の規定はこれらの者にも適用される（昭和63年3月14日基発150号）。また労働時間に係る規定が適用されないこれらの者やみなし労働時間制が適用される労働者についても、健康確保を図る必要があることから、使用者において適正な労働時間管理を行う責務がある（平成29年1月20日労働時間の適正な把握のために使用者が講ずべき措置に関するガイドライン）。

#### 監督又は管理の地位にある者
「監督又は管理の地位にある者」とは、労働条件の決定その他労務管理について経営者と一体的な立場にある者をいう。ILO1号条約にそのまま対応する。
具体的には、職務内容、権限及び責任に照らし、企業全体の事業経営にどのように関与しているか、その勤務態様が労働時間等に関する規制になじまないものであるか否か、給与及び一時金において管理監督者にふさわしい待遇がされているか否か、などの点から、資格及び職位の名称にとらわれることなく実態に即して判断すべきである（昭和22年9月13日発基17号、昭和63年3月14日基発150号）。企業が人事管理上あるいは営業政策上の必要等から任命する職制上の役付者であればすべてが管理監督者として例外的扱いが認められるものではない。これらの職制上の役付者のうち、労働時間、休憩、休日等に関する規制の枠を超えて活動することが要請されざるを得ない、重要な責任と職務を有し、現実の勤務態様も、労働時間等の規制になじまないような立場にある者に限って第41条による適用除外が認められる趣旨である。
労働安全衛生法に定める安全管理者・衛生管理者が「監督又は管理の地位にある者」に該当するか否かは、個々の当該管理者の労働の態様によって判断する（昭和23年12月3日基収3271号）。
小売業、飲食業等において、いわゆるチェーン店の形態により相当数の店舗を展開して事業活動を行う企業における比較的小規模の店舗においては、店長等の少数の正社員と多数のアルバイト・パート等により運営されている実態がみられるが、この店舗の店長等が管理監督者に該当するか否かについては、店舗における実態を踏まえ、以下の通り判断する（平成20年9月9日基発0909001号）。なお、以下の内容は、いずれも管理監督者性を否定する要素に係るものであるが、これらの否定要素が認められない場合であっても、直ちに管理監督者性が肯定されることになるものではない。
- 店舗に所属するアルバイト・パート等の採用（人選のみを行う場合も含む。）・解雇に関する責任と権限が実質的にない場合には、管理監督者性を否定する重要な要素となる。
- 店舗における勤務割表の作成又は所定時間外労働の命令を行う責任と権限が実質的にない場合には、管理監督者性を否定する重要な要素となる。
- 遅刻、早退等により減給の制裁、人事考課での負の評価など不利益な取扱いがされる場合には、管理監督者性を否定する重要な要素となる。ただし、管理監督者であっても過重労働による健康障害防止や深夜業に対する割増賃金の支払の観点から労働時間の把握や管理が行われることから、これらの観点から労働時間の把握や管理を受けている場合については管理監督者性を否定する要素とはならない。
- 営業時間中は店舗に常駐しなければならない、あるいはアルバイト・パート等の人員が不足する場合にそれらの者の業務に自ら従事しなければならないなどにより長時間労働を余儀なくされている場合のように、実際には労働時間に関する裁量がほとんどないと認められる場合には、管理監督者性を否定する補強要素となる。
- 管理監督者としての職務も行うが、会社から配布されたマニュアルに従った業務に従事しているなど労働時間の規制を受ける部下と同様の勤務態様が労働時間の大半を占めている場合には、管理監督者性を否定する補強要素となる。
- 基本給、役職手当等の優遇措置が、実際の労働時間数を勘案した場合に、割増賃金の規定が適用除外となることを考慮すると十分でなく、当該労働者の保護に欠けるおそれがあると認められるときは、管理監督者性を否定する補強要素となる。
- 一年間に支払われた賃金の総額が、勤続年数、業績、専門職種等の特別の事情がないにもかかわらず、他店舗を含めた当該企業の一般労働者の賃金総額と同程度以下である場合には、管理監督者性を否定する補強要素となる。
- 実態として長時間労働を余儀なくされた結果、時間単価に換算した賃金額において、店舗に所属するアルバイト・パート等の賃金額に満たない場合には、管理監督者性を否定する重要な要素となる。特に、当該時間単価に換算した賃金額が最低賃金額に満たない場合は、管理監督者性を否定する極めて重要な要素となる。

#### 機密の事務を取り扱う者
「機密の事務を取り扱う者」とは、秘書その他職務が管理監督者の活動と一体不可分であり、厳格な労働時間管理になじまない者をいう（昭和22年9月13日発基17号）。

#### 監視又は断続的労働に従事する者
第41条3号の規定による許可は、従事する労働の態様及び員数について、様式第14号によって、所轄労働基準監督署長より、これを受けなければならない（規則第34条）。
「監視に従事する者」とは、一定部署にあって監視を本来の業務とし、常態として身体の疲労又は精神的緊張の少ない業務に従事する者について許可される。したがって以下の者は許可されない（昭和22年9月13日発基17号、昭和63年3月14日基発150号）。
- 交通関係の監視、車両誘導を行う駐車場の監視等精神的緊張の高い業務
- プラント等における計器類を常態として監視する業務
- 危険または有害な場所における業務

「断続的労働に従事する者」とは、休憩時間は少ないが手待ち時間が多い者をいう。その許可はおおむね以下のような取り扱いとなる（昭和22年9月13日発基17号、昭和23年4月5日基発535号、昭和63年3月14日基発150号）。
- 修繕係等通常は業務閑散であるが、事故発生に備えて待機する者は許可する。
- 寄宿舎の賄い人等は、その者の勤務時間を基礎として作業時間と手待ち時間折半の程度までは許可する。ただし、実労働時間の合計が8時間を超える場合は許可すべき限りではない。
- 鉄道踏切番等については、1日交通量10往復程度まで許可する。
- その他特に危険な業務に従事する者については許可しない（具体例として、タクシー運転手（昭和23年4月5日基収1372号）、常備消防団員（昭和23年5月5日基収1540号）、高圧線の保守等危険業務従事者[注 6]（昭和23年11月25日基収3998号））。
- 断続労働と通常の労働とが一日の中において混在し、又は日によって反復するような場合には、許可すべき限りではない（具体例として、新聞配達員（昭和23年2月24日基発356号））。
- 派遣労働者については、派遣先が許可を受けた場合には、当該許可に係る業務に派遣中の労働者を従事させる場合には、労働時間等の規定に基づく義務を負わない。すでに許可を受けている場合には、派遣中の労働者に関して別途に許可を受ける必要はない（昭和61年6月6日基発333号）。
- 修学旅行や遠足の引率・付添いの勤務は、児童生徒に対する教育的効果の達成や危険の予防ないし発生した危険に対する善後措置の施行等極めて重大な責任を負担し、心身ともに不断の緊張およびその結果としての疲労を伴うものであって、その労働の密度において決して「監視または断続的労働」に該当するような性質のものではないことが認められる（静岡市立小中学校教職員事件、最判昭和47年12月26日）。

「監視又は断続的労働に従事する」とは、必ずしもそれを本来の業務とするものに限らず、宿日直業務の如く本来の業務外において附随的に従事する場合も含む（昭和35年8月25日基収6438号）。使用者は、宿直又は日直の勤務で断続的な業務について、様式第10号によって、所轄労働基準監督署長の許可を受けた場合は、これに従事する労働者を、第32条の規定にかかわらず、使用することができる（規則第23条）。
- 宿日直業務の許可基準については、当直#日本の法制を参照。

### 高度プロフェッショナル制度
2019年（平成31年）4月の改正法施行により、労働基準法に第41条の2が追加された。高度プロフェッショナル制度は、高度の専門的知識等を有し、職務の範囲が明確で一定の年収要件を満たす労働者を対象として、労使委員会の決議及び労働者本人の同意を前提として、所定の措置を講ずることにより、労働基準法に定められた労働時間、休憩、休日及び深夜の割増賃金に関する規定を適用しない制度である（平成31年3月25日基発0325第1号）。第41条該当者とは異なり深夜業の割増賃金の規定も対象除外となるが、年次有給休暇の規定は一般の労働者と同様に適用される。

### 時間短縮

#### 勤務間インターバル
平成31年4月の改正法施行により、勤務間インターバルの確保が事業主の責務として努力義務となった。
勤務間インターバルとは、勤務終了後、一定時間以上の休息時間を設けることで、労働者の生活時間や睡眠時間を確保するものである。残業が長引いた場合でも睡眠時間を確保し労働者の健康を維持すること、集中力アップによる生産性の向上、長時間労働の抑制が主な狙いである。労働時間等改善設定法（労働時間等の設定の改善に関する特別措置法）の改正により、事業主の責務を定めた第2条に「健康及び福祉を確保するために必要な終業から始業までの時間の設定」という一語が加えられた。

#### 育児介護休業法による規定
事業主は、その雇用する労働者（日々雇用される者を除く）のうち、その3歳に満たない子を養育する労働者であって育児休業をしていないもの（1日の所定労働時間が6時間以下の労働者を除く）に関して、労働者の申出に基づき所定労働時間を短縮することにより当該労働者が就業しつつ当該子を養育することを容易にするための措置を講じなければならない（育児介護休業法第23条1項）。ただし労使協定に定めることにより以下の労働者については短縮措置の申出を認めないことができる。
- 当該事業主に引き続き雇用された期間が1年に満たない労働者
- 1週間の所定労働日数が2日以下の労働者
- 業務の性質又は業務の実施体制に照らして、所定労働時間の短縮措置を講ずることが困難と認められる業務に従事する労働者（この者に短縮措置を講じないときは、代わりに始業時刻変更等の措置を講じなければならない）

事業主は、その雇用する労働者（日々雇用される者を除く）のうち、その要介護状態にある対象家族を介護する労働者に関して、労働者の申出に基づく連続する93日以上の期間における所定労働時間を短縮することにより当該労働者が就業しつつ当該対象家族を介護することを容易にするための措置を講じなければならない（育児介護休業法第23条3項）。当該労働者は介護休業の取得日数とは別に、3年以上の期間において介護のための所定労働時間の短縮等の措置を2回以上利用することができる。
事業主は、労働者が所定労働時間の短縮措置等の申出をし、又は短縮措置が講じられたことを理由として、当該労働者に解雇その他の不利益な取扱いをしてはならない（育児介護休業法第23条の2）。

### 船員法による規定
船員（船員法第1条に規定する船員）には労働基準法の労働時間に関する規定は適用されないが（第116条）、別途船員法によって労働時間等に関する定めを置いている。
- 船員の一日当たりの労働時間は、8時間以内とし、一週間当たりの労働時間は、基準労働期間について平均40時間以内とする（船員法第60条）。ここでいう「基準労働期間」とは、船舶の航行区域、航路その他の航海の期間及び態様に係る事項を勘案して国土交通省令で定める船舶の区分に応じて一年以下の範囲内において国土交通省令で定める期間（船舶所有者が就業規則その他これに準ずるものにより当該期間の範囲内においてこれと異なる期間を定めた場合又は労働協約により一年以下の範囲内においてこれらと異なる期間が定められた場合には、それぞれその定められた期間）をいう。船員労働の特殊性にかんがみ、一般の労働者とは異なる労働時間配分が規定されている。
- 船舶所有者は、休息時間（一日のうち、労働時間を除いた時間をいう）を一日について3回以上に分割して船員に与えてはならず、船舶所有者は、前項に規定する休息時間を一日について2回に分割して船員に与える場合において、休息時間のうち、いずれか長い方の休息時間を6時間以上としなければならない。ただし、労使協定を国土交通大臣に届け出た場合においては、その協定で定めるところにより、休息時間を、一日について3回以上に分割して、又は休息時間のうちいずれか長い方の休息時間を6時間未満として、船員（海員にあつては、次に掲げる者に限る。）に与えることができる（船員法第65条の3）。
  - 船舶が狭い水路を通過するため航海当直の員数を増加する必要がある場合その他の国土交通省令で定める特別の安全上の必要がある場合において作業に従事する海員
  - 定期的に短距離の航路に就航するため入出港が頻繁である船舶その他のその航海の態様が特殊であるため船員が前二項の規定によることが著しく不適当な職務に従事することとなると認められる船舶で国土交通大臣の指定するものに乗り組む海員

### 日本における動向

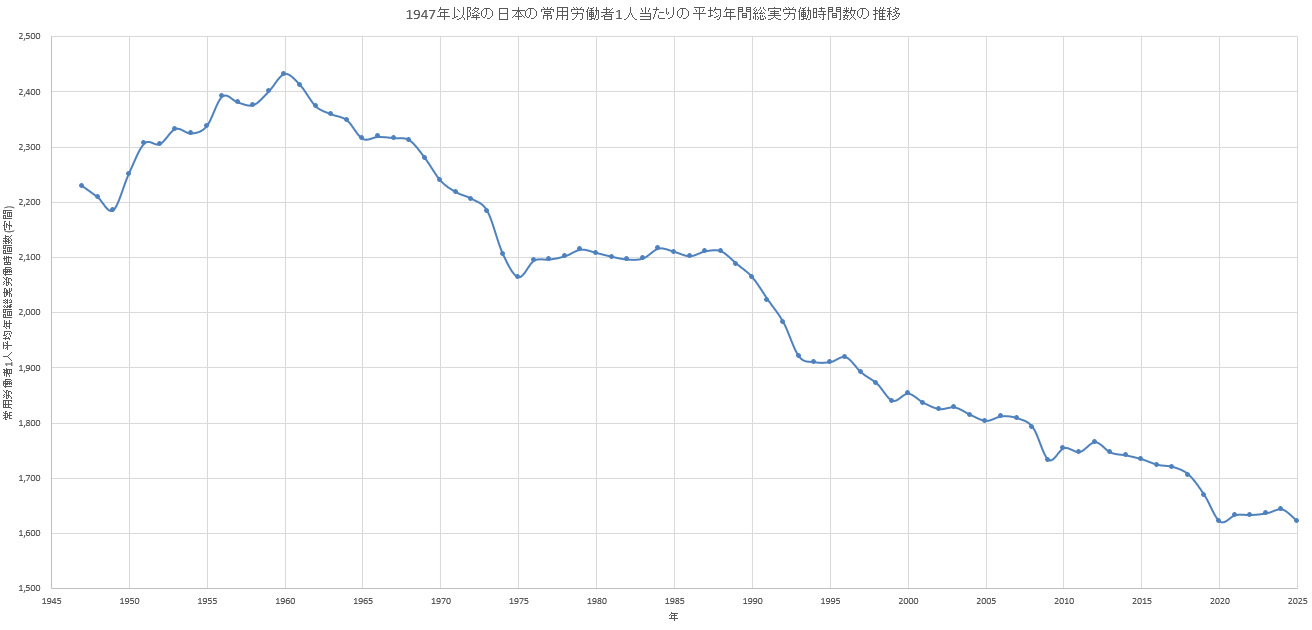
日本の年間総実労働時間数の推移(1947年～2024年)。
但し、不払い残業（サービス残業）は含まれていない。また、1969年以前はサービス業を除く規模30人以上事業所を対象とした数値である。1970年～1989年はサービス業を含む規模30人以上事業所を対象とした数値であり、1990年以降は規模5人以上事業所を対象とした数値である。

1919年11月29日、アメリカのワシントンで第1回国際労働会議（現在のILO）が開催され、1日8時間といった労働時間を定める条約が採択。当時の日本では10時間を超える労働が一般的であり、参加各国から非難を浴びた経緯がある。
長期的には、1960年(昭和35年)（2,432時間）ごろをピークとして高度経済成長期に労働時間の短縮が進み、1975年（昭和50年）（2,064時間）以降は横ばい、平成期以降に再度短縮傾向という流れで推移している。1992年（平成4年）に成立した時限立法の「労働時間の短縮の促進に関する臨時措置法」とその延長により、閣議決定で目標としていた年間総実労働時間1,800時間をほぼ達成できた。もっともこれは一般労働者（パートタイム労働者以外の者）についてほぼ横ばいで推移するなかで、1996年（平成8年）頃からパートタイム労働者比率が高まったこと等がその要因と考えられ、正社員については平成期においても2,000時間前後での推移が続いている。
また週の労働時間が60時間以上の労働者割合も、特に40歳代男性で9.8%（2023年）に上っており、労働時間分布の長短二極分化の進展や、年次有給休暇の取得率の低下傾向といった問題も発生しているため、一律目標による時短促進ではなく、労使による自主的な改善を目指す法改正（「労働時間等の設定の改善に関する特別措置法」として恒久化）が行われた。
厚生労働省「毎月勤労統計調査」によれば、2024年（令和6年）の年間総実労働時間は、事業所規模30人以上では1,714時間、事業所規模5人以上では1,643時間となっていて、前年より微増となっている。2013年以降は微減傾向が続いている。更に、労働者の自己申告に基づいて行われる労働力調査によれば、2024年（令和6年）の非農林業労働者の年間労働時間は1,903時間（h）/年であり、2,000時間（h）/年を切ったのは、2018年以降である
厚生労働省「平成27年版労働経済白書」によれば、1週間当たりの労働時間数が増えるほど労働者の労働時間に対する満足度について不満と考える割合が高まり、週40時間以下では不満と考える割合が17.0%なのに対し週60時間以上では70.8%と大きく上昇している。また健康に対する不安を感じる者の割合は週40時間以下では36.9%なのに対し週間60時間以上では69.9%と大きく上昇している。